# 鲁郭茅巴老曹
鲁郭茅巴老曹是一个人名合称，指的是二十世纪上半叶、五四运动以来中国现代文学最重要的作家，即“中国现代六大家”，分别是鲁迅、郭沫若、茅盾、巴金、老舍、曹禺。

## 概述
1956年2月27日至3月6日，中国作家协会第二次理事会会议（扩大）在北京召开。2月27日上午，周扬作了《建设社会主义文学的任务》的报告：“鲁迅的创作开创了整个新文学的历史，他留给我们的遗产是一切文学遗产中对我最亲切的，也是最宝贵的和最有价值的，我们必须首先认真地加以研究。郭沫若的《女神》开辟了一个新诗的时代。作家茅盾、老舍、巴金、曹禺、赵树理都是当代语言艺术的大师。”自此，鲁郭茅巴老曹这个并称就流传开了。
习近平在2015年文艺工作座谈会上的讲话中说：“从老子、孔子、庄子、孟子、屈原、王羲之、李白、杜甫、苏轼、辛弃疾、关汉卿、曹雪芹，到“鲁郭茅巴老曹”（鲁迅、郭沫若、茅盾、巴金、老舍、曹禺）”。

## 延申
1980年代以来又添加艾丁赵，即艾青、丁玲、赵树理，但没有被广泛接受。